# Гурайя
Гурайя — один из прибрежных национальных парков Алжира. Находится в провинции Беджая возле святилища Сиди-Туати.
Парк расположен северо-восточнее города Беджая, в непосредственное соседство. В парке находится гора Гурайя высотой 660 метров, в честь которой и был назван парк. В нём есть множество пляжей и клифов, что привлекает на отдых множество алжирцев. Основан в 1984 году, на площади в 20.8 км².
Парк входит в список биосферным резерватом ЮНЕСКО, поскольку в нём водятся редкие виды флоры и фауна, включая вымирающих маготов. Macaca sylvanus — приматы, которые раньше были гораздо более распространены в Северной Африке, чем сегодня.